# Eulerova úloha o 36 důstojnících

Čtverec 6×6

Úloha o 36 důstojnících je matematický problém formulovaný matematikem Leonhardem Eulerem v roce 1782.
Cílem úlohy je sestavit 36 důstojníků 6 různých hodností a ze 6 různých pluků do čtverce, aby v žádné řadě nebyli dva důstojníci stejného pluku, ani hodnosti. Euler vyslovil domněnku, že tato úloha nemá řešení (nejde provést). Jeho domněnka byla dokázána až po více než sto letech Gastonem Tarrym.